# Manuel Belleri
Manuel Belleri, italijanski nogometaš, * 29. avgust 1977, Brescia, Italija.
Belleri je nekdanji obrambni igralec Lazia, Empolija in Udinese.